# جون كيث موفات
جون كيث موفات (بالإنجليزية: John Keith Moffat)‏ هو أحيائي فيزيائي أمريكي، ولد في 1943.

## وصلات خارجية
- الموقع الرسمي